# Возачи Формуле 1 из Русије
Четири возача Формуле 1 су се такмичила као Руси, од којих су двојица освојила подијум у тркама.

## Бивши возачи
Када је Виталиј Петров дебитовао за Рено на Великој награди Бахреина 2010. постао је први возач из Русије или бившег Совјетског Савеза који се такмичио у Формули 1. Његова дебитантска сезона донела је 13. место у шампионату и најбољи резултат 5. у Мађарској, међутим стекао је глас због тога што је блокирао Фернанда Алонса у Абу Дабију и коштао га шансе за освајање титуле. Његова сезона 2011. са новим ребрендираним тимом Лотус-Рено почела је снажно са 3. местом на отварању сезоне у Аустралији, али аутомобил није успео да одржи константну конкурентност и он је сезону завршио на 10. месту на табели. За 2012. га је одбацио Лотус, а довео Катерхам. Са инфериорним аутомобилом није успео да постигне бод целе сезоне, али је завршио на јаком 11. месту у својој последњој трци у Бразилу. Није задржан за сезону 2013.
Сергеј Сироткин је дебитовао за Вилијамс на Великој награди Аустралије 2018. Он је узео један поен на Великој награди Италије 2018. у неконкурентном Вилијамсу ,,FW41''. Заменио га је Роберт Кубица за 2019.
Данил Квјат је постао други Рус који се такмичио у Формули 1 када је дебитовао са Торо Росом на Великој награди Аустралије 2014. Своју прву трку завршио је на 9. месту, подједнако најбољи резултат у сезони као и у Британији и Белгији. У првенству је завршио на 15. месту. Ангажовао га је Ред бул рејсинг за сезону 2015, где је завршио 7. у шампионату са најбољим 2. местом у каријери у Мађарској. Упркос томе што је следеће године завршио на трећем месту у Кини, после домаће трке пребачен је назад у Торо Росо и касније га је заменио Макс Верстапен. Након што је постигао само 5 поена у сезони 2017 на Великој награди Сједињених Држава 2017, избачен је из Торо Роса и замењен је Пјером Гаслијем. Поново се такмичио за Торо Росо у сезони 2019 и освојио подијум за Торо Росо на Великој награди Немачке 2019. одржаној на Хокехајмрингу, након снажне стратегије у променљивим условима и потеза на Ланса Строла у завршним фазама како би обезбедио 3. место, постигавши треће постоље у каријери. Торо Росо га је задржао пошто је тим променио име у Алфа Таури за 2020.
Никита Мазепин је дебитовао за Хас на Великој награди Бахреина 2021. У дебитантској сезони није узео ни један поен. Требао је да се такмичи и у 2022. али је отпуштен из тима непосредно пред почетак сезоне. Заменио га је бивши возач Кевин Магнусен.
- Витали Петров
- Сергеј Сироткин
- Данил Квјат
- Никита Мазепин

## Временска линија
| Бивши возачи    | Бивши возачи         |
| --------------- | -------------------- |
| Витали Петров   | 2010–2012            |
| Сергеј Сироткин | 2018                 |
| Данил Квјат     | 2014–2017, 2019–2020 |
| Никита Мазепин  | 2021                 |
| Извор:          |                      |